# Baidu
Baidu (百度S, BǎidùP) è il principale motore di ricerca in lingua cinese in grado di ricercare siti web, file audio e immagini; ha anche una enciclopedia online scritta collaborativamente (Baidu Baike), e forum di discussione con ricerche basate su parole chiave.
Il sito, classificato quinto nelle statistiche di Alexa, indicizza oltre 740 milioni di pagine web, 80 milioni di immagini e 10 milioni di file multimediali; nel dicembre 2007 è stata la prima compagnia cinese ad essere inclusa nell'indice NASDAQ-100.

## Nome
Il nome di Baidu (百度), letteralmente traducibile come "cento volte" o "infinite volte", è stato ispirato da un poema della Dinastia Song composto in forma ci, scritto da Xin Qiji nel XII secolo.

## Servizi
Baidu, fondata da Robin Li e il suo socio Erix Xu, ha cominciato con una caratteristica molto popolare per la ricerca della musica, chiamata "MP3 Search" (ricerca di MP3) e la sua "Baidu 500", una lista esauriente della musica pop cinese la cui classifica è basata sul numero di download. Il motore è in grado di trovare formati come MP3, WMA e SWF. La ricerca di file multimediali viene principalmente usata per le ricerche sulla musica pop cinese. Anche se questi lavori sono coperti da copyright dalla legge cinese, Baidu non infrange tecnicamente nessuna legge, secondo la loro interpretazione affermata nella loro pagina in "legalese".
Il governo cinese e le sorgenti industriali hanno stabilito che Baidu ha ricevuto una licenza da Pechino che permette al motore di ricerca di diventare un sito web di notizie completo, quindi sarà in grado di fornire le proprie notizie, oltre a mostrare certi risultati come motore di ricerca. La compagnia sta già preparando questi nuovi reparti. Baidu è il primo motore di ricerca cinese a ricevere questo tipo di licenza.
Baidu ha cominciato a fornire il proprio motore di ricerca in Giappone, presso www.baidu.jp; è il primo servizio regolare che la compagnia fornisce al di fuori della Cina. Include una barra di ricerca per pagine web ed immagini, oltre a link per l'aiuto agli utenti e ai servizi avanzati.
La ricerca MP3 di Baidu è stata criticata dal Rapporto speciale 301 dell'Office of the United States Trade Representative, indicando che “Baidu è il più grande di circa sette o più ‘motori di ricerca per MP3’ cinesi che offrono collegamenti per il download di file musicali o per lo streaming”. Baidu usa lo stesso modello per i ricavi pubblicitari "Pay per click" di Google. Nel 2011 ha distribuito Baidu Yi, un sistema operativo per dispositivi mobili basato su Android.
All'inizio del febbraio 2023 è stato presentato alla stampa Ernie Bit, il chat bot di Baidu basato sull'intelligenza artificiale.

### Elenco dei servizi
- Baidu Search Engine
- Baidu News
- Baidu MP3
- Baidu Images
- Baidu Video
- Baidu Tieba
- Baidu Zhidao
- Baidu Maps
- Baidu Space
- Baidu Baike
- Baidu Hi
- Baidu Guoxue
- Baidu Toolbar
- Baidu Translate
- Baidu Patents
- Baidu Raven
- Baidu Youa
- Baifubao
- Baidu 500Hao123
- Baidu Wenku
- Baidu Yi
- iQIYI
- PPS.tv
- Baidu Music
- Apollo Go: robotaxi offerto in 11 città cinesi tra cui Wuhan e in fase di avvio a Dubai.[10]

## Censura
In accordo con le politiche della censura internet in Cina, la versione in lingua cinese di Baidu filtra il materiale controverso dai suoi risultati. Questo non accadeva con la versione in lingua giapponese di Baidu, il quale doveva oltre il 60% del suo traffico proprio ad utenti cinesi, prima che in Cina venisse bloccato.